# Zákon o mezinárodním právu soukromém
 Zákon o mezinárodním právu soukromém byl přijat dne 25. ledna 2012 Parlamentem České republiky a byl vyhlášen pod č. 91/2012 Sb. ve Sbírce zákonů. Upravuje mezinárodní právo soukromé a nahrazuje předchozí zákon o mezinárodním právu soukromém a procesním (č. 97/1963 Sb.) z roku 1963. Účinnosti nabyl 1. ledna 2014.